# Eduardo Riveros
Eduardo Ernesto Daniel Riveros Behnke (Santiago, 4 de abril de 1956), conocido también como Guayo, es un periodista, locutor radial y televisivo más un exconductor de noticias chileno.

## Carrera televisiva (1982-2015)
Pese a ser Profesor de Educación Física egresado de la Universidad de Chile, comenzó su carrera como lector de noticias junto a Pamela Hodar en el matinal Teleonce al despertar con Jorge Rencoret en Teleonce Universidad de Chile (actual Chilevisión) en abril de 1982. Después presentó los noticiarios En directo (1982-1983) con Viviana Nunes, Patricio Bañados y Rosario Guzmán Bravo y Panorama (1983-1990) con Raquel Argandoña (1984-1985) y Pablo Aguilera (1988-1990) y de la División Deportes de dicho canal, donde fue uno de los conductores de Deporte en vivo (1987-1990).
Entre el 14 de abril de 1990 y el 28 de diciembre de 1991 se desempeñó como coanimador de Don Francisco en Sábados Gigantes, (emitido por Canal 13), en reemplazo de Pepe Yeruba. Condujo el noticiero de mediodía Teletarde desde el 3 de febrero de 1992 hasta el 28 de marzo de 2002. En noviembre de 1992 asumió la conducción del estelar Martes 13 en reemplazo de Javier Miranda, y entre abril de 1992 y el 15 de marzo de 2009 fue conductor de Teletrece durante los fines de semana y días festivos. Luego condujo el noticiario de mediodía Teletarde en esos mismos días, hasta el 23 de agosto de 2009, cuando se despidió para dejar "este oficio por el momento". Durante su extensa carrera vinculada a los medios de comunicación radiales y televisivos, estudió Periodismo en la Universidad Las Condes (hoy Universidad del Desarrollo), en donde se tituló en 1992. 
El 23 de enero de 2012 regresa a las pantallas, específicamente a UCV Televisión, donde condujo el noticiero UCV-TV Noticias Central junto a Macarena Santelices, Claudio Elórtegui, Rayén Araya, Mónica Sanhueza y Ángeles Araya. Luego de tres años en funciones, se despidió definitivamente el 6 de marzo de 2015. Desde entonces solo tuvo un par de apariciones puntuales en televisión: como invitado en la serie Once Comida de TVN (2016) y en el programa Cara a Cara de Tomás Cox en La Red (25 de marzo de 2018).
También ha participado en spots publicitarios de Margarina Dorina (1984) y Jabón Le Sancy (1992-1993). En 2007 fue contratado por la empresa automotriz Citroën como locutor de comerciales chilenos televisivos y radiales para dicha marca. Además, es un confeso hincha de Universidad Católica.

## Carrera radial y de locución (1981-2017)
Trabajó como locutor en las radios Portales (1981-1982), Alondra (1981-1982), Carolina (1981-1982), Infinita (entre 1982 y el 29 de noviembre de 2017, cuando fue desvinculado por la emisora cuando Mega Media le compró la radio al Grupo Bezanilla), Concierto (1983-1991), Classica FM (1991-1999), Amadeus (2007-2009) y Ensueño de Santa Cruz durante los años '80. Condujo el programa Catálogo 95.3 y el noticiero Meridiano 95.3 (2010) en Radio 95 Tres FM y fue locutor de esa emisora hasta su fin en marzo de 2012, siendo reemplazada por Radio Candela en la misma frecuencia. También se desempeñó entre 2002 y 2005 como locutor en Canal 13 y locutor para la Casa de Formación de Sacerdotes Seminario Pontificio Mayor de Santiago.

## Programas de televisión
| Año             | Programa                                                                     | Rol                                   | Canal                           |
| --------------- | ---------------------------------------------------------------------------- | ------------------------------------- | ------------------------------- |
| 1982-1983       | Teleonce al despertar                                                        | Locutor de noticias                   | Teleonce                        |
| 1982-1983       | En directo                                                                   | Conductor suplente                    | Teleonce                        |
| 1983-1990       | Panorama Central                                                             | Conductor titular                     | Universidad de Chile Televisión |
| 1987-1990       | Deporte en vivo                                                              | Presentador                           | Universidad de Chile Televisión |
| 1990-1991       | Sábados Gigantes/Sábados Gigantes Internacional/Sábado Gigante Internacional | Coanimador                            | Canal 13                        |
| 1992-2002       | Teletarde                                                                    | Conductor titular los días hábiles    | Canal 13                        |
| 1992-2009       | Teletrece                                                                    | Conductor titular los fines de semana | Canal 13                        |
| 1994            | Mundial de Fútbol USA '94                                                    | Presentador                           | Canal 13                        |
| 1993-1998       | Telenoche                                                                    | Conductor suplente                    | Canal 13                        |
| 1998            | Mundial de Fútbol Francia '98                                                | Presentador                           | Canal 13                        |
| 1998            | Teletrece, Primera Hora                                                      | Conductor titular                     | Canal 13                        |
| 2002-2003, 2009 | Teletarde                                                                    | Conductor titular los fines de semana | Canal 13                        |
| 2012-2015       | UCV Televisión noticias                                                      | Conductor edición central             | UCV Televisión                  |
| 2016            | Once comida                                                                  | Él mismo                              | TVN                             |

## Programas de radio
| Año       | Programa            | Rol       | Radio         |
| --------- | ------------------- | --------- | ------------- |
| 2004-2015 | Colección Infinita  | Conductor | Infinita      |
| 2007-2008 | Noticias en Amadeus | Conductor | Amadeus       |
| 2007-2008 | Brasil y su música  | Conductor | Amadeus       |
| 2010      | Meridiano 95.3      | Conductor | Radio 95 Tres |

## Comerciales de televisión
- Promoción Margarina Dorina, "paga su arriendo, por todo un año" (1984)
- Campaña de prevención del sida UC/ Canal 13 (1991-1995)
- Jabón Le Sancy Fórmula Avanzada (1992)